# トイモデル
トイモデル（英語: toy model、toyは「おもちゃ」の意味）とは、物理学のモデリングにおいて、メカニズムを簡潔に説明するのに役立つように、細部を捨象し、意図的に単純化したモデルのことである。トイモデルは、より完全なモデルの記述においても有用である。
- 「トイ」的な数理モデル ("toy" mathematical models)[要説明] … これは一般的に、次元の数を増減させる、または場や変数の数を減らす、あるいはそれらを特定の対称形式（英語版）に制限することによって行われる。
- 「トイ」的な物理的記述 ("toy" physical descriptions) … 日常的なメカニズムの類似例が、図解のためにしばしば使用される。

子供の構成主義的学習に使用される有名なおもちゃ「ティンカートイ」（英語: Tinkertoy）から、「ティンカートイモデル」（英語: "tinker-toy model"）という言い回しが用いられることもある。

## 例
物理学におけるトイモデルの例は以下：
- 強磁性に関するトイモデルとしてのイジング模型[要説明]、またより一般化された格子模型（英語版）
- 地球が太陽にゴムバンドでくっつけられているとして記述される軌道力学
- 半径 r=2M に置かれた架空の膜（メンブレン）からの従来型の放射として記述された、ブラックホール周囲のホーキング放射（ブラックホールのメンブレンパラダイム（英語版））
- 従来型の粘性流体である空間の効果とみなされた、回転する星の周囲における慣性系の引きずり